# Heurodes fratrellus
Heurodes fratrellus là một loài nhện trong họ Araneidae.
Loài này thuộc chi Heurodes. Heurodes fratrellus được Ralph Vary Chamberlin miêu tả năm 1924.